# مارکوس انفنگ
مارکوس انفنگ (انگلیسی: Markus Anfang؛ زادهٔ ۱۲ ژوئن ۱۹۷۴) بازیکن فوتبال اهل آلمان است.
از باشگاه‌هایی که در آن بازی کرده‌است می‌توان به باشگاه فوتبال تیرول اینسبروک، باشگاه فوتبال شالکه ۰۴، باشگاه فوتبال کایزرسلاوترن، باشگاه فوتبال فورتونا دوسلدورف، باشگاه فوتبال بایر ۰۴ لورکوزن، باشگاه فوتبال انرژی کوتبوس، و باشگاه فوتبال دویسبورگ اشاره کرد.